# Gjergj Meta
Gjergj Meta (ur. 30 kwietnia 1976 w Durrës) – albański biskup rzymskokatolicki, biskup diecezjalny Rrëshen od 2017.

## Życiorys
Święcenia kapłańskie otrzymał 21 kwietnia 2001 i został inkardynowany do archidiecezji Dürres-Tirany. Pracował głównie jako duszpasterz parafialny, jednocześnie pełniąc funkcje m.in. archidiecezjalnego i krajowego duszpasterza akademickiego, sędziego w sądzie biskupim oraz współpracownika Konferencji Episkopatu Albanii. W 2016 mianowany wikariuszem generalnym archidiecezji.
15 czerwca 2017 papież Franciszek mianował go biskupem diecezjalnym diecezji Rrëshen. Sakry udzielił mu 2 września 2017 metropolita Tirany - arcybiskup George Frendo.
W latach 2018-2024 był sekretarzem generalnym, a w lutym 2024 został wybrany przewodniczącym albańskiej Konferencji Episkopatu.